# Emigração

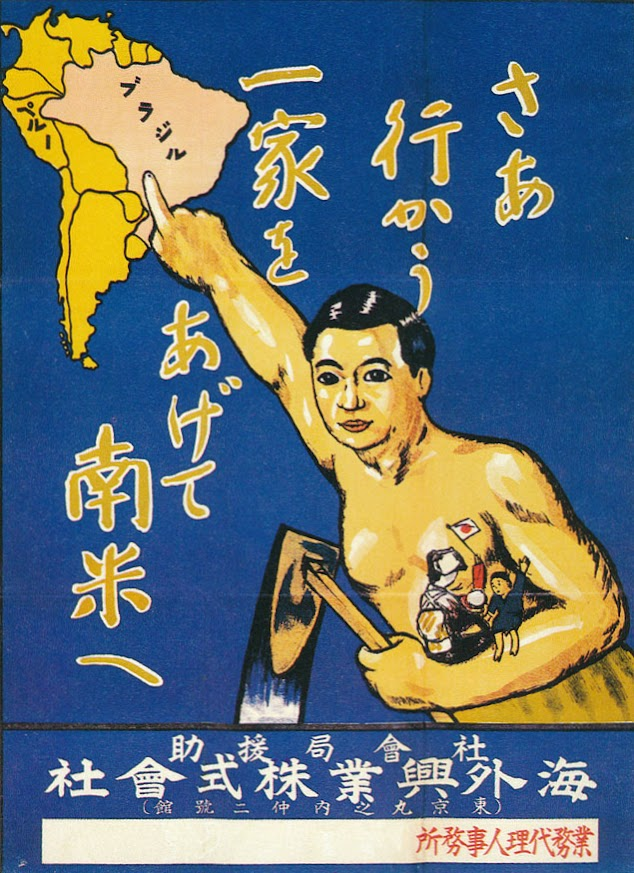
Cartaz do governo japonês promovendo a América do Sul

A emigração é o ato de deixar o local de origem (a pátria) com intenção de se estabelecer em um país estrangeiro. Um indivíduo que se encontra nesta situação é denominado na sua pátria por emigrante. Convenciona-se chamar os movimentos humanos anteriores ao advento dos Estados nacionais e, consequentemente, do surgimento das fronteiras de migração. O termo emigração também é costumeiramente utilizado para designar os fluxos de população dentro de um mesmo País.
As razões que levam uma pessoa ou grupo a emigrar são muitas, como as condições políticas desfavoráveis, a precária situação econômica, perseguições religiosas ou guerras. Há outras razões de cunho individual, como a mudança para o País do cônjuge estrangeiro após o casamento ou ir para um país de clima mais ameno após a aposentadoria.
As emigrações tiveram um profundo impacto no mundo dos séculos XIX e XX, quando milhões de famílias deixaram a Europa e o Oriente Médio para procurar uma nova vida em países como os Estados Unidos da América, o Canadá, o Brasil, a Argentina ou a Austrália.
Apesar de por vezes algumas definições serem permeáveis, a emigração e a imigração não devem ser confundidas com fenómenos de migração involuntária, como expatriações forçadas e limpezas étnicas. Ano de referência 2014.